# Juan de Dios Amador
Juan de Dios Amador y Rodríguez (Cartagena de Indias, 1773-Cartagena de Indias, 1847) fue un político colombiano. 

## Biografía
Hijo del gaditano Esteban Baltasar Amador Villegas (1735-1806) y la criolla María Josefa Rodríguez Funes, era miembro de una rica familia de comerciantes y dueños de haciendas muy influyentes en su ciudad. Tuvo 9 hermanos y 2 hermanas que llegaron a edad adulta, destacando Martín José (1778-1816), quien murió en la represión que siguió a la Reconquista. Se tituló de abogado en Bogotá y al volver a Cartagena se dedicó al comercio de adobes que producía en su hacienda (1795). Vivió en Barcelona pero en 1799 volvió a su ciudad natal, aunque en el regreso pasó unos meses en Baltimore. En 1810 se dedicaba al comercio cuando se inició el proceso de independencia de Colombia.
Fue uno de los firmantes de la declaración de independencia de Cartagena, el 11 de noviembre de 1811, y de la Constitución de la provincia, establecida al año siguiente. El 31 de enero de 1815 fue designado gobernador de Cartagena, cargo que desempeñó hasta el 22 de diciembre del mismo año, dirigiendo las defensas durante el asedio de Pablo Morillo hasta huir a la colonia británica de Jamaica. Volvió a su tierra natal en 1822, desde entonces desempeñó cargos como contador departamental, administrador de aduana, prefecto, gobernador, senador y administrador de correos hasta el día de su muerte.